# Aplysinidae
Aplysinidae è una famiglia di spugne.

## Tassonomia
La famiglia comprende i seguenti generi:
- Aplysina Nardo, 1834
- Verongula Verrill, 1907
- Aiolochroia Wiedenmayer, 1977 (incertae sedis)